# Зелькі-Домброве
Зелькі-Домброве (пол. Zelki Dąbrowe) — село в Польщі, у гміні Карнево Маковського повіту Мазовецького воєводства.
Населення — 69 осіб (2011).
У 1975-1998 роках село належало до Цехановського воєводства.

## Демографія
Демографічна структура станом на 31 березня 2011 року:
|          | Загалом | Допрацездатний вік | Працездатний вік | Постпрацездатний вік |
| -------- | ------- | ------------------ | ---------------- | -------------------- |
| Чоловіки | 39      | 9                  | 28               | 2                    |
| Жінки    | 30      | 6                  | 14               | 10                   |
| Разом    | 69      | 15                 | 42               | 12                   |